# Vanguard America
Vanguard America è un'organizzazione politica statunitense di suprematisti bianchi, nazionalisti bianchi, neonazisti e neofascisti, facente parte del Fronte Nazionalista, una coalizione di estrema destra. Il gruppo ha guadagnato una notevole attenzione dopo che è stato rivelato che James Alex Fields, aveva marciato con loro durante i disordini di Charlottesville prima di essere arrestato con l'accusa di omicidio per aver guidato la sua auto contro una folla di manifestanti antifascisti, uccidendone una e ferendone diciannove. Il gruppo ha le sue radici nel movimento alt-right.

## Storia

### Fondazione e crescita del partito
Vanguard America è stata fondata nel 2015, in California, da Dillon Hopper, un veterano del corpo dei Marines che ha prestato servizio in Afghanistan, e nel 2017, ha raggiunto più di 200 militanti. La sua sede principale è situata in California, ma Hopper afferma anche che esistono altre filiali in Arizona, Florida, Indiana, Louisiana, Maryland, Massachusetts, New Jersey, Oregon, Pennsylvania, Texas, Virginia e Washington. Nel luglio 2017 ha creato anche una divisione unicamente femminile.

### Fatti di Charlottesville
Il gruppo è stato presente alla manifestazione Unite the Right dell'agosto 2017, dove James Alex Fields, successivamente responsabile dell'uccisione di una manifestante in un attacco con veicolo, è stato visto marciare a fianco dei militanti di Vanguard America. Hopper lo ha poi sconfessato, affermando che non era mai stato un membro del gruppo. Vanguard America ha inoltre partecipato alla manifestazione White Lives Matter nell'ottobre 2017.

## Ideologia
Vanguard America si rifà alle ideologie del neonazismo e neofascismo, con un forte sentimento di suprematismo bianco, e sostiene il concetto nazista di Blut und Boden (in italiano "Sangue e Suolo" e in inglese "Blood and Soil"), che è anche il suo slogan ufficiale. Inoltre, è noto che Vanguard America abbia affisso per anni, in varie città americane, volantini razzisti e antisemiti, gesto che ha portato alla sospensione del loro account da Twitter. Da questa organizzazione si sono scissi due gruppi, che ne condividono l'ideologia, ovvero il Patriot Front e la National Socialist Legion.